# Suore di Santa Maria di Namur
Le Suore di Santa Maria di Namur (in francese Sœurs de Sainte-Marie de Namur) sono un istituto religioso femminile di diritto pontificio: le suore di questa congregazione pospongono al loro nome le sigla S.S.M.N.

## Storia
La congregazione deriva da quella delle suore di San Lupo, fondata l'11 novembre 1819 da Nicholas-Joseph Minsart, parroco di Saint-Loup a Namur.
Minsart, ex monaco cistercense, fu aiutato da un gruppo di giovani donne guidato da Rosalie Nizet, cofondatrice dell'istituto: le regole della nuova famiglia religiosa furono approvate da Jean-Arnold Barret, vescovo di Namur, il 21 settembre 1834 e, in questa occasione, la congregazione assunse il titolo di Santa Maria di Namur.
La prima filiale all'estero fu aperta nel 1863 a Lockport, in diocesi di Buffalo: seguirono fondazioni in Canada (1885), Inghilterra (1896), Repubblica Democratica del Congo (1923), Ruanda (1959), Camerun (1965), Brasile (1976) e Repubblica Dominicana (1986).
L'istituto ricevette il pontificio decreto di lode il 7 marzo 1908 e le sue costituzioni furono approvate definitivamente dalla Santa Sede il 30 novembre 1924.

## Attività e diffusione
Le suore si dedicano all'istruzione e all'educazione cristiana della gioventù.
Sono presenti in Europa (Belgio, Regno Unito), in Africa (Camerun, Repubblica Democratica del Congo, Ruanda, Tanzania) e nelle Americhe (Brasile, Canada, Repubblica Dominicana, Stati Uniti d'America); la sede generalizia è a Namur.
Alla fine del 2008 la congregazione contava 417 suore in 67 case.